# Liste der Monuments historiques in Burey-en-Vaux
Die Liste der Monuments historiques in Burey-en-Vaux führt die Monuments historiques in der französischen Gemeinde Burey-en-Vaux auf.

## Liste der Objekte
| Bezeichnung            | Beschreibung                                                                | Standort                        | Kennzeichnung | Schutzstatus | Datum | Bild |
| ---------------------- | --------------------------------------------------------------------------- | ------------------------------- | ------------- | ------------ | ----- | ---- |
| Glocke (1)             | Bronze, 1820 gegossen; schmiedeeiserner Klöppel und hölzernes Joch          | in der Kirche St-Libaire (Lage) | PM55001660    | Inscrit      | 1999  |      |
| Schulschrank           | mit geometrischen Formen und Tabellen bemalt; Holz, bemalt, 19. Jahrhundert | in der Mairie (Lage)            | PM55001661    | Inscrit      | 1999  |      |
| Glocke (2)             | Bronze, 1750 gegossen; schmiedeeiserner Klöppel und hölzernes Joch          | außen an der Mairie (Lage)      | PM55001662    | Inscrit      | 2003  |      |
| Glocke aus dem Jahr XI | Bronze, 1802 gegossen; schmiedeeiserner Klöppel                             | in der Kirche St-Libaire (Lage) | PM55001659    | Inscrit      | 1999  |      |